# Redoutable (1791)
Pour les autres navires du même nom, voir Le Redoutable et Suffren.
Le Redoutable est un navire de guerre français en service de 1791 à 1805. C'est un vaisseau de 74 canons de Classe Téméraire. D'abord baptisé le Suffren, il est renommé le Redoutable en 1794. Capturé à la bataille de Trafalgar, il fait naufrage le lendemain.

## Carrière

### Sous la République
Son équipage participa à la mutinerie de l'escadre du vice-amiral Morard de Galles. Par la suite, il fut rebaptisé le Redoutable le 20 mai 1794.
En mars 1802, le Redoutable est le navire amiral d'une escadre de deux vaisseaux de ligne et de quatre frégates sous les ordres du contre-amiral Bouvet envoyé en 1802-1803 aux Antilles reprendre possession de la Guadeloupe et de Saint-Domingue.

### Lors de la bataille de Trafalgar, en 1805
Lors de la bataille de Trafalgar, le 21 octobre 1805, le Redoutable est commandé par le capitaine de vaisseau Lucas. Situé au centre de la ligne de bataille de la flotte franco-espagnole, dans le sillage du Bucentaure, le navire amiral de Pierre Villeneuve suivi par le San Justo et le Neptune, il se trouve dans l'axe de l'attaque de la colonne de vaisseaux anglais à la tête de laquelle se trouve le HMS Victory portant la marque de Horatio Nelson.
Cette attaque est destinée à couper la flotte alliée au niveau des vaisseaux-amiraux français et espagnol Bucentaure et Santísima Trinidad. Pour protéger le Bucentaure, le Redoutable engage le HMS Victory de 104 canons. Après l'échange de quelques bordées, le Redoutable et le HMS Victory se retrouvent bord-à-bord (coque contre coque) :

« Il s’engagea alors un vif combat de mousqueterie [...] ; notre feu devint tellement supérieur qu’en moins de quinze minutes, nous fîmes taire celui du Victory ; [...] ses gaillards furent jonchés de morts et de blessés, et l’amiral Nelson fut tué par le feu de notre mousqueterie. Presqu’aussitôt, les gaillards du vaisseau ennemi furent évacués et le Victory cessa absolument de nous combattre ; mais il était difficile de passer à son bord à cause [...] de la supériorité de l’élévation de sa troisième batterie. J’ordonnai de couper les suspentes de la grande vergue et de l’amener pour nous servir de pont. ».

— Jean Jacques Étienne Lucas, Précis des Événemens Particuliers survenus à chaque vaisseau français, dans le combat du 29 vendémiaire an 14.
Un tireur français posté sur la hune d'un mât vient de blesser mortellement l'amiral britannique ; l'équipage français est sur le point de se lancer à l'abordage du HMS Victory à demi désemparé. C'est alors que, non-couvert par le San Justo qui s'est tenu à distance et par le Neptune encore éloigné, le Redoutable reçoit une série de bordées à bout portant (boulets et mitraille des caronades) de la part du HMS Temeraire (de 98 canons).
Pour les équipes d'abordage massées sur le pont et les marins du Redoutable, c'est un carnage. À 13 h 55, alors que le capitaine Lucas est gravement blessé, avec 522 hommes hors de combat (300 morts et 222 blessés graves) sur 643 (soit 80 % de pertes), commençant à prendre l'eau et sans espoir de renfort, le Redoutable amène son pavillon. Le HMS Victory compte 57 tués, et le HMS Temeraire, 47. « Après le combat le vaisseau était en lambeaux. Le gouvernail et l’étembord étoient entièrement coupés ; la Barre d’arcasse et la lisse d’hourdi étoient tellement hachées que l’arrière ne formoit plus qu’un large sabord. Les mantelets de sabord avoient été presque tous Brisés et les canons démontés. Le vaisseau étoit percé de part en part par les Boulets qui, à la fin du combat, pénétroient dans les faux ponts où ils ont tué plusieurs Blessés ».

### Le naufrage le lendemain
Capturé par les Britanniques mais très endommagé et ingouvernable, couvert de morts et de blessés, le Redoutable ne survécut pas à la tempête qui suivit la bataille :
« le 30, à 5 h du soir, il fut obligé de demander du secours ; on n’a eu que le temps de sauver le capitaine ; les hommes qui n’étaient pas Blessés, car à 7 h, la poupe s’étant écroulée il coula Bas. On a sauvé 50 Blessés qui étaient restés à flot sur les débris du vaisseau ».